# Falciot de les palmeres asiàtic
El falciot de les palmeres asiàtic (Cypsiurus balasiensis) és una espècie d'ocell de la família dels apòdids (Apodidae) que habita boscos de palmeres, matoll obert i ciutats de les terres baixes des de l'Índia i Sri Lanka cap a l'est fins al sud-oest de la Xina, i, cap al sud, a través del Sud-est Asiàtic fins Sumatra, Borneo, Java, Bali, Sulawesi i Filipines.